# Мучетьбар
Мучетьба́р (рос. Мучетьбар, башк. Мәсетбәр) — хутір у складі Зілаїрського району Башкортостану, Росія. Входить до складу Дмитрієвської сільської ради.
Населення — 70 осіб (2010; 92 в 2002).
Національний склад:
- татари — 71%